# Heterusia merula
Heterusia merula là một loài bướm đêm trong họ Geometridae.